# 郝散
郝散（？—294年），匈奴人，西晉民变領袖。

## 生平
元康四年（294年）五月，郝散於上黨郡縠遠縣故地率領部眾叛亂，並進攻上黨郡治所潞縣，殺害郡中官員。至八月，郝散又率部眾向朝廷歸降，但在經過馮翊郡時被該郡都尉殺死。
兩年後，其弟郝度元又在三輔地區與當地胡族叛變。間接促成齊萬年叛變。